# 망포역
망포역(網浦驛, Mangpo station)은 경기도 수원시 영통구 영통동에 있는 수도권 전철 수인·분당선의 전철역이다. 원천리천 하저터널로 매탄권선역과 연결된다.

## 역사
- 2006년 12월 22일 : 착공
- 2012년 3월 12일 : 가칭인 방죽역에서 망포역으로 확정[1][2]
- 2012년 9월 18일 : 철도거리표 고시[3]
- 2012년 12월 1일 : 분당선 망포 - 기흥 구간 개통과 함께 영업 개시
- 2013년 11월 30일 : 분당선 망포 - 수원 구간 연장 개통 및 급행열차 운행 개시와 함께 중간역이 됨

## 역 구조
2면 4선 쌍섬식 승강장이 갖추어져 있으며, 스크린도어가 설치되어 있다. 대피역으로 만들어서 대피선이 있으나 급행 추월이 없어서 사실상 사용하지 않았으나, 현재는 급행 전용 승강장으로 변경되었다. 4~7번 출구는 기존에 있던 지하도를 활용해 만들어서 분당선 수서 ~ 오리 구간과 비슷한 형태의 출입구를 가지고 있었으나 현재 시설개선공사가 완료되어 리모델링 되어 있다. 양쪽 승강장 사이 횡단이 불가능하다.

### 승강장
| ↑ 영통          |
| ４３ \| ２１ \| |
| 매탄권선 ↓      |

| 1 | ● 수도권 전철 수인·분당선 | 수원시청 · 수원 · 고색 방면(급행)               |
| 2 | ● 수도권 전철 수인·분당선 | 수원시청 · 수원 · 오목천 · 한대앞 · 인천 방면   |
| 3 | ● 수도권 전철 수인·분당선 | 기흥 · 서현 · 야탑 · 선정릉 · 청량리 방면       |
| 4 | ● 수도권 전철 수인·분당선 | 기흥 · 서현 · 야탑 · 선정릉 · 왕십리 방면(급행) |

## 역 주변
| - 삼성 디지털시티(삼성전자 본사) - 망포역 환승센터 - 영통회차장(영통차고지) - 빕스 수원 영통점 - 수원어린이교통공원 - 영통디지털엠파이어 1,2단지 - YMCA 경기지방본부 - 골든스퀘어 - 3번 지하출입구 - 박지성 축구센터 - 영통2동 행정복지센터 - 망포2동 행정복지센터 - 태장마루도서관 | - 영통패션타운 - 신영초등학교 - 태장초등학교 - 수원영동중학교 - 태장중학교 - 태장고등학교 - 망포마을 - 벽적골마을 - 당암마을 - 화성시 반월동 방면 - 이마트 트레이더스 수원점 - 신동지구 - 우판등심, 카이스트치과 | - 망포초등학교 - 망포유치원 - 방죽공원 - 영통래미안마크원 1,2 단지 - 힐스테이트 영통 - 망포아이파크캐슬 1,2 단지 - 스타벅스 DT - 그대가프리미어아파트 - 지혜샘도서관 - 삼성디지털프라자 - 하이마트 |

## 논란

### 역명 제정 논란
역명과는 달리 망포동이 아닌 영통동에 있으며, 공사중의 임시역명은 "방죽역"이었다. 한때 벽적골마을 주민들이 "벽적골역"을 요구하기도 하였다. 2012년 3월에 수원시에서 역명 설문 조사를 실시한 결과, 망포역이 1위를 차지해 "망포역"으로 결정되었다.

### 출입구 편의시설 문제
망포역 출입구 중 3번 출입구는 이동 동선이 100m 정도나 되고, 4~7번 출입구는 편의시설이 부족한 기존 태장지하도를 재활용하여 건설하였기에, 다른 역에 비해 편의시설이 부족하다는 평가를 받았다. 시민들의 민원이 많아지자, 수원시는 망포역사 편의시설 개선공사를 진행할 예정이며, 태장지하도가 기존 수원시 관리 구역이라는 이유로, 정부에서 지원을 거절하여, 수원시가 65억원 전액을 부담하여 개선 공사를 4월 중순까지 진행하여 완공하였다.

## 이용객 변동
2012년 자료는 개통일인 2012년 12월 1일부터 12월 31일까지인 31일 기준으로 환산한 것이다.
| 노선   | 노선 | 일평균 인원수 (명/일) | 일평균 인원수 (명/일) | 일평균 인원수 (명/일) | 일평균 인원수 (명/일) | 일평균 인원수 (명/일) | 일평균 인원수 (명/일) | 일평균 인원수 (명/일) | 일평균 인원수 (명/일) | 일평균 인원수 (명/일) | 일평균 인원수 (명/일) | 일평균 인원수 (명/일) | 일평균 인원수 (명/일) | 일평균 인원수 (명/일) | 일평균 인원수 (명/일) | 각주  |
| 노선   | 노선 | 2010년                | 2011년                | 2012년                | 2013년                | 2014년                | 2015년                | 2016년                | 2017년                | 2018년                | 2019년                | 2020년                | 2021년                | 2022년                | 2023년                | 각주  |
| ------ | ---- | --------------------- | --------------------- | --------------------- | --------------------- | --------------------- | --------------------- | --------------------- | --------------------- | --------------------- | --------------------- | --------------------- | --------------------- | --------------------- | --------------------- | ----- |
| 분당선 | 승차 | 미개통                | 미개통                | 5,118                 | 6,918                 | 10,700                | 11,574                | 12,096                | 12,635                | 13,563                | 14,096                | 10,501                | 11,364                | 12,932                | 14,269                | [ 8 ] |
| 분당선 | 하차 | 미개통                | 미개통                | 5,114                 | 6,607                 | 9,965                 | 10,665                | 11,103                | 11,557                | 12,465                | 13,075                | 9,949                 | 10,838                | 12,307                | 13,664                | [ 8 ] |

## 사진

1번 출입구
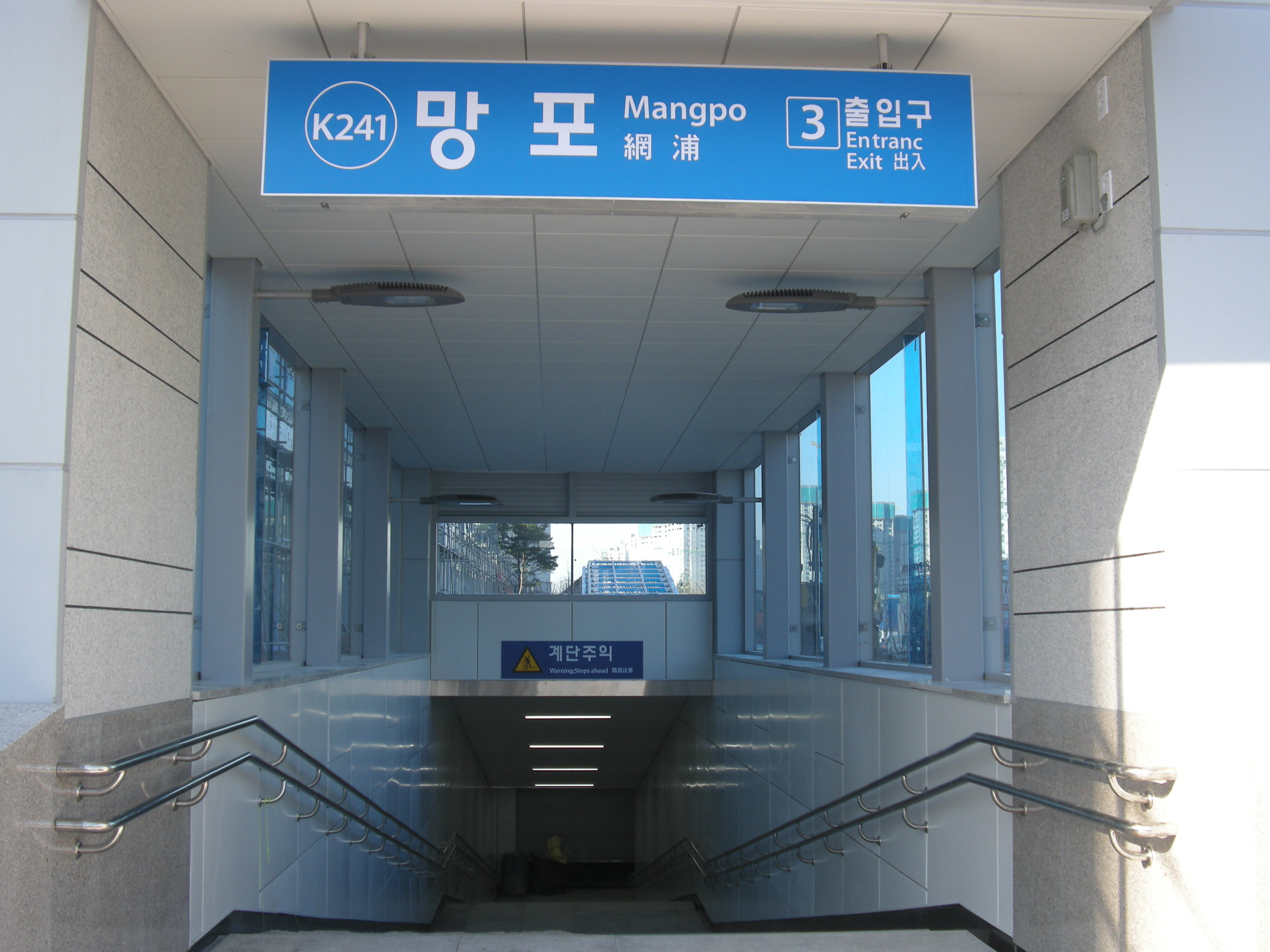
3번 출입구
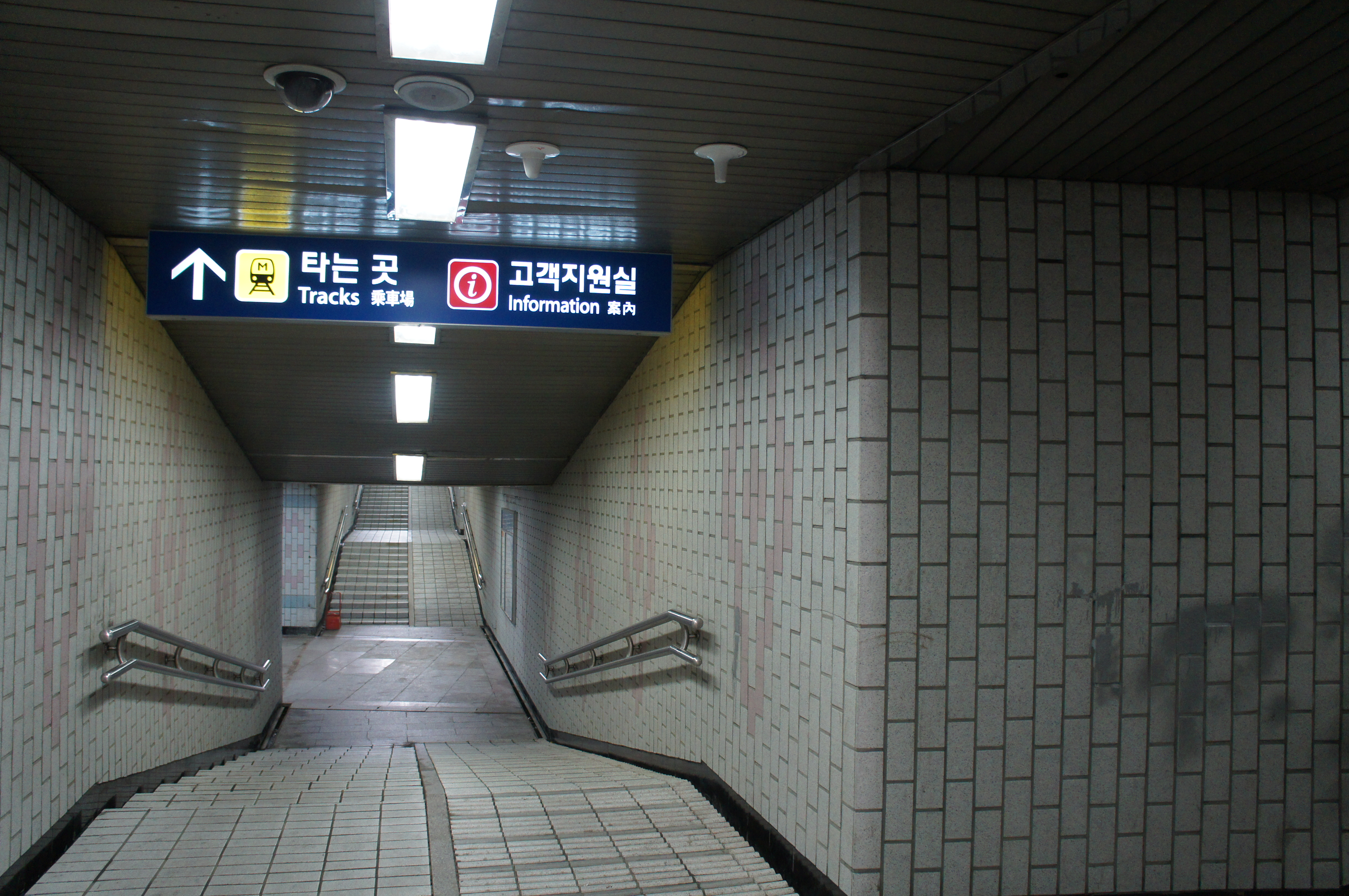
태장 지하도 내부 (공사 전)
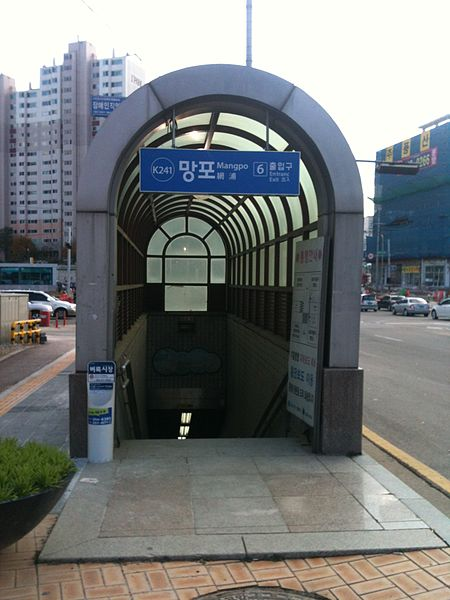
6번 출입구 (공사 전)
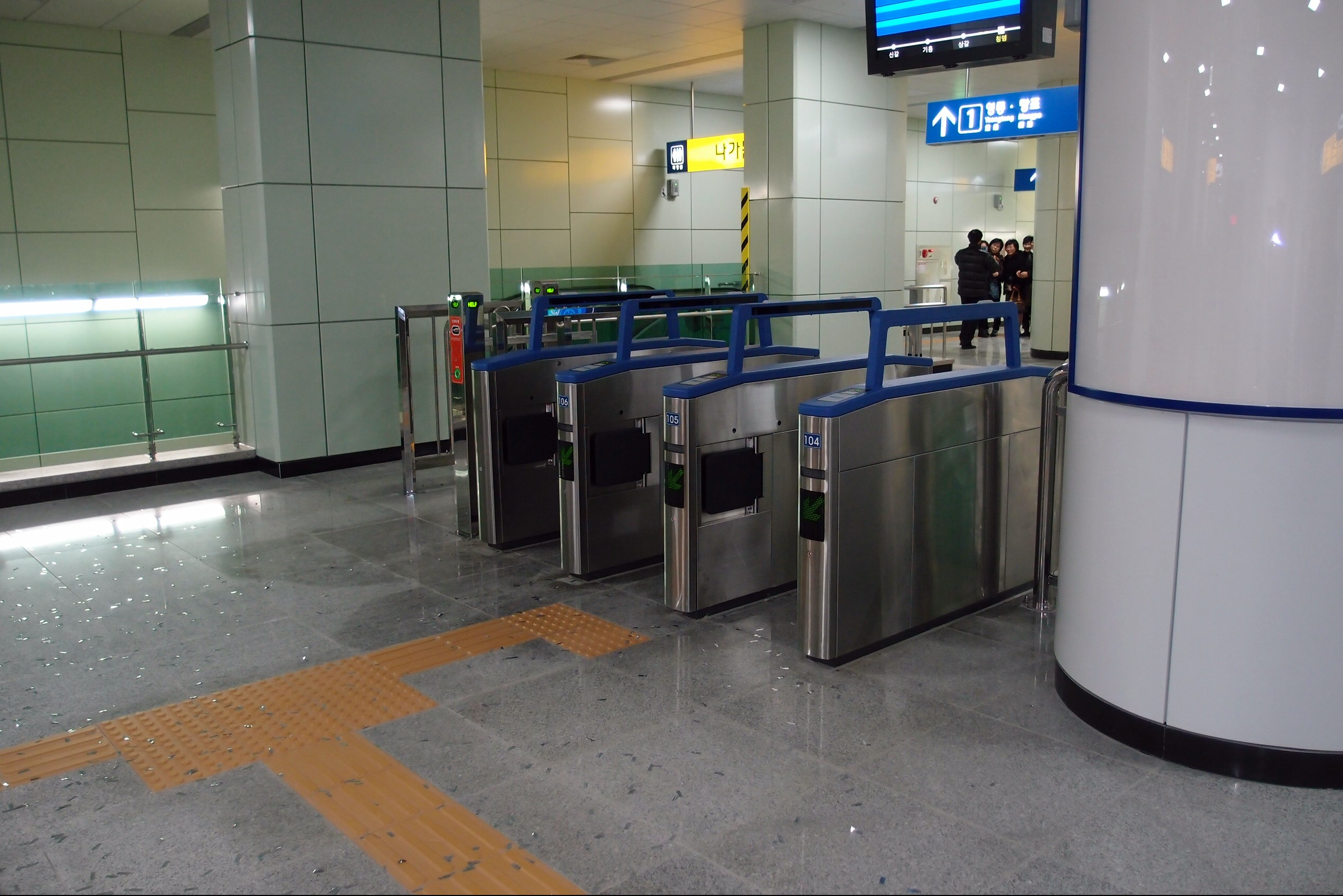
개찰구
수유실
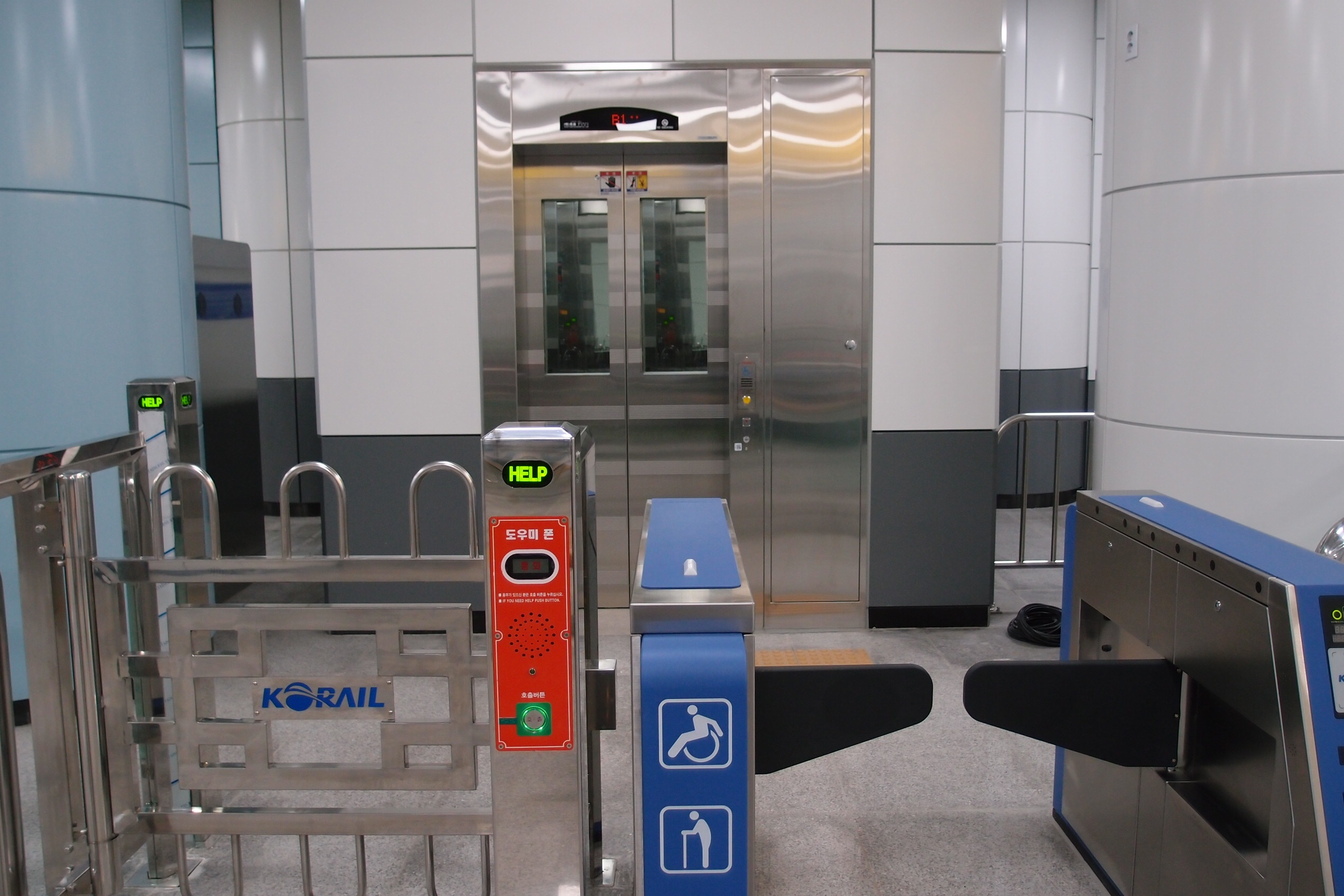
엘리베이터
망포역 대합실

## 인접한 역
| 분당선                | 분당선                                | 분당선                  |
| --------------------- | ------------------------------------- | ----------------------- |
| K240 영통 청량리 방면 | ● 수도권 전철 수인·분당선 완행        | K242 매탄권선 인천 방면 |
| K237 기흥 청량리 방면 | ● 수도권 전철 수인·분당선 분당선 급행 | K243 수원시청 고색 방면 |